# Craniophora gigantea
Craniophora gigantea là một loài bướm đêm trong họ Noctuidae.